# Шиљки
Шиљки су насељено место у саставу Града Озља, до нове територијалне организације у саставу бивше општине Озаљ, у Карловачкој жупанији, Хрватска.

## Становништво

### Број становника по пописима
| Националност   | 2001. | 1991. | 1981. | 1971. | 1961. | 1953. | 1948. | 1931. | 1921. | 1910. | 1900. | 1890. | 1880. | 1869. | 1857. |
| бр. становника | 10    | 20    | 19    | 31    | 31    | 32    | 41    | 0     | 0     | 0     | 33    | 0     | 0     | 0     | 0     |

- напомене:

Исказује се од 1900. У 1900. и 1948. означено као део насеља, а од 1953. као насеље. Од 1910. до 1931. подаци су садржани у насељу Малинци.

### Национални састав
| Националност       | 1991.       | 1981.       | 1971.     | 1961.       |
| Хрвати             | 10 (50,00%) | 17 (89,47%) | 31 (100%) | 13 (41,93%) |
| Срби               | 3 (15,00%)  | 2 (10,52%)  | 0         | 18 (58,06%) |
| Југословени        | 4 (20,00%)  | 0           | 0         | 0           |
| остали и непознато | 3 (15,00%)  | 0           | 0         | 0           |
| Укупно             | 20          | 19          | 31        | 31          |